# ヘカリ・ユナイテッドFC
ヘカリ・ユナイテッド（英: Hekari United Football Club）は、パプアニューギニアの首都ポートモレスビーに本拠地を置くサッカークラブチーム。

## 歴史
2003年に創設。2010年、OFCチャンピオンズリーグ2009-10決勝でワイタケレ・ユナイテッド（ニュージーランド）を2試合合計スコア4-2で破って、同大会におけるパプアニューギニア勢初の優勝を飾り、オセアニア代表としてFIFAクラブワールドカップ2010への出場権を得た。
2010年、FIFAクラブワールドカップ2010の開幕戦でアル・ワフダ（UAE）と対戦し、0-3で敗れた。

## タイトル

### 国内タイトル
- パプアニューギニア・ナショナル・サッカーリーグ：9回

2006, 2007-08, 2008-09, 2009-10, 2010-11, 2011-12, 2013, 2014, 2023

### 国際タイトル
- OFCチャンピオンズリーグ：1回

2009-10

## 歴代所属選手
- オセア・ヴァカタレサウ 2010-2011
- シュタルフ・悠紀・リヒャルト 2010
- ジェレミー・ヤササ 2014 -